# Bolitoglossa celaque
Bolitoglossa celaque е вид земноводно от семейство Plethodontidae. Видът е застрашен от изчезване.

## Разпространение
Разпространен е в Хондурас.